# Скелі залізистих кварцитів на річці Вовчій
Скелі залізистих кварцитів на річці Вовчій — геологічна пам'ятка природи. Розташована за 5 км на північ від смт Васильківка Дніпропетровської області над берегами річки Вовчої.
Площа — 5,0 га, створено у 1974 році.
Первинний ландшафт не вцілів через роботу кар'єру в районі пам'ятки.
Великі брили майже білого кварцу відомі серед місцевих жителів як «Біла скеля».